# Jean-Pierre Lamboray
Jean-Pierre Lamboray, né le 6 mars 1882 à Luxembourg – mort le 23 novembre 1962 dans la même ville, est un peintre et graphiste luxembourgeois.
Jean-Pierre Lamboray a reçu le prix Grand-Duc Adolphe en 1931.